# منيرة شعبان
منيرة شعبان هي قابلة أردنية ورائدة في مجال تعليم تنظيم الأسرة وصحة الأم في الأردن.

## حياتها
بدأت منيرة دراسة التمريض عندما كانت في الخامسة عشرة من عمرها. وتخصصت في مجال القبالة لاحقاً. وواصلت دراستها في لندن؛ وعندما عادت إلى الأردن، كانت رائدة في مجال تعليم تنظيم الأسرة في المملكة. كذلك، شاركت في تأليف كتاب مدرسي للقابلات الجُدد، ودربت أخريات وألقت محاضرات عن التوليد. كما ساعدت في تطوير أخلاقيات القابلات.
كانت منيرة، المعروفة بمودة باسم ماما منيرة، أول قابلة تعمل في مخيم الزعتري للاجئين. وعملت من خلال المساعدات الصحية الأردنية، في مهمة لصندوق الأمم المتحدة للسكان. وشاركت في حدث رفيع المستوى في مقر الأمم المتحدة في 2014، بدعوة من الأمين العام آنذاك بان كي مون، بالشرح والتحدث عن عملها في مجال صحة الأم وتنظيم الأسرة في الأردن والمنطقة المحيطة. وكان من بين المشاركين الآخرين الرئيس التنزاني السابق جاكايا كيكويتي. كما شاركت منيرة في برنامج تلفزيوني عن الصحة.
دعمت منيرة شعبان اللاجئات السوريات الحوامل وقدمت لهن النصائح، عقب تقاعدها.